# William McCarty Little
William McCarty Little (ur. 6 września 1845 w Nowym Jorku, zm. 12 marca 1915 w Newport) – amerykański wojskowy, komandor US Navy, wykładowca Naval War College, jeden z twórców metodologii gier wojennych.

## Życiorys
W 1866 ukończył Akademię Marynarki w Annapolis. W latach 1867–1871 służył na okrętach European Squadron, pełniąc między innymi funkcję oficera flagowego komodora A.M. Pennocka. Następnie odbył roczne studia w Europie i służył w Naval Torpedo Station w Newport. W 1874, na pokładzie slupa „Swatara”, brał udział w ekspedycji astronomicznej na południowy Pacyfik, w czasie której obserwowano tranzyt Wenus. Dwa lata później stracił oko.
W latach 1877–1878 służył na lądzie, w New York Navy Yard, następnie powrócił na morze jako oficer fregaty szkolnej „Minnesota”. Później był zastępcą dowódcy hulku szkolnego „New Hampshire”, okrętu flagowego nowo utworzonej eskadry treningowej dowodzonej przez komodora S.B. Luce’a. W 1882 wypłynął na Alaskę na pokładzie kanonierki „Adams”. W trakcie wyprawy stracił częściowo wzrok w drugim oku.
Po powrocie, w 1884, został zakwalifikowany przez komisję medyczną jako niezdolny do dalszej służby. Zgłosił się jako wolontariusz do pracy w nowo powstałym Naval War College, którego komendantem był jego dawny dowódca, komodor Luce. W roku następnym został przezeń poproszony o zaadaptowanie do potrzeb amerykańskiej marynarki idei gier wojennych, rozwijanej w Wielkiej Brytanii przez admirała Philipa Colomba. W 1886 roku metoda została opracowana i przedstawiona oficjalnie przez McCarty’ego Little’a, a przez kolejne lata udoskonalona i wprowadzona jako stały element szkolenia wyższych oficerów US Navy.
Od 1891 nadzorował i koordynował z Hiszpanami budowę replik statków Kolumba dla potrzeb World’s Columbian Exposition w Chicago w 1893. W kolejnych latach, obok obowiązków na uczelni, pełnił także funkcje komendanta milicji stanu Rhode Island oraz zastępcy komendanta Newport Naval Training Station. W 1903, decyzją Kongresu, został awansowany ze stopnia porucznika od razu na stopień komandora. W stan spoczynku przeszedł w styczniu 1915, zmarł dwa miesiące później.

## Pamięć
Jego imieniem nazwano otwarty w 1999 „McCarty Little Hall” w Naval War College, siedzibę War Gaming Department.